# Lemmings Revolution
Lemmings Revolution est un jeu vidéo de réflexion développé par Psygnosis, sorti en 2000 sur Windows. Il fait partie de la série Lemmings.

## Histoire
Cet opus des Lemmings, le dernier sur PC, se déroule dans une mine géante, dans laquelle les lemmings sont coincés et qu'ils doivent remonter à l'aide d'une sorte d'ascenseur. Cet ascenseur se révèle être une série de niveaux tournés dans un cylindre, représentés en 3D pour plus de réalisme.
Ces niveaux vont, comme dans tous les opus (autant sur ordinateurs que sur console), du niveau le plus facile au plus compliqué.

## Système de jeu
Lemmings Revolution est en 3D, mais les Lemmings évoluent sur une tour-ascenseur, ce qui rapproche de la jouabilité des premiers épisodes. Il est possible de zoomer pour plus de précision, et les aptitudes habituelles sont au rendez-vous. Cette fois, trois sortes de lemmings sont de la partie : les lemmings de terre, qui sont les « classiques », les lemmings d'eau, qui marchent sur l'eau, et les lemmings de feu, qui marchent sur la lave et résistent aux pièges à feu.
Les actions sont toujours les mêmes que sur les versions précédentes mais représentées d'une manière bien différente et plus agréable grâce à la 3D.

## Accueil
- Gamekult : 5/10[1]